# Jeux floraux
Pour les articles homonymes, voir Jeux floraux (homonymie).

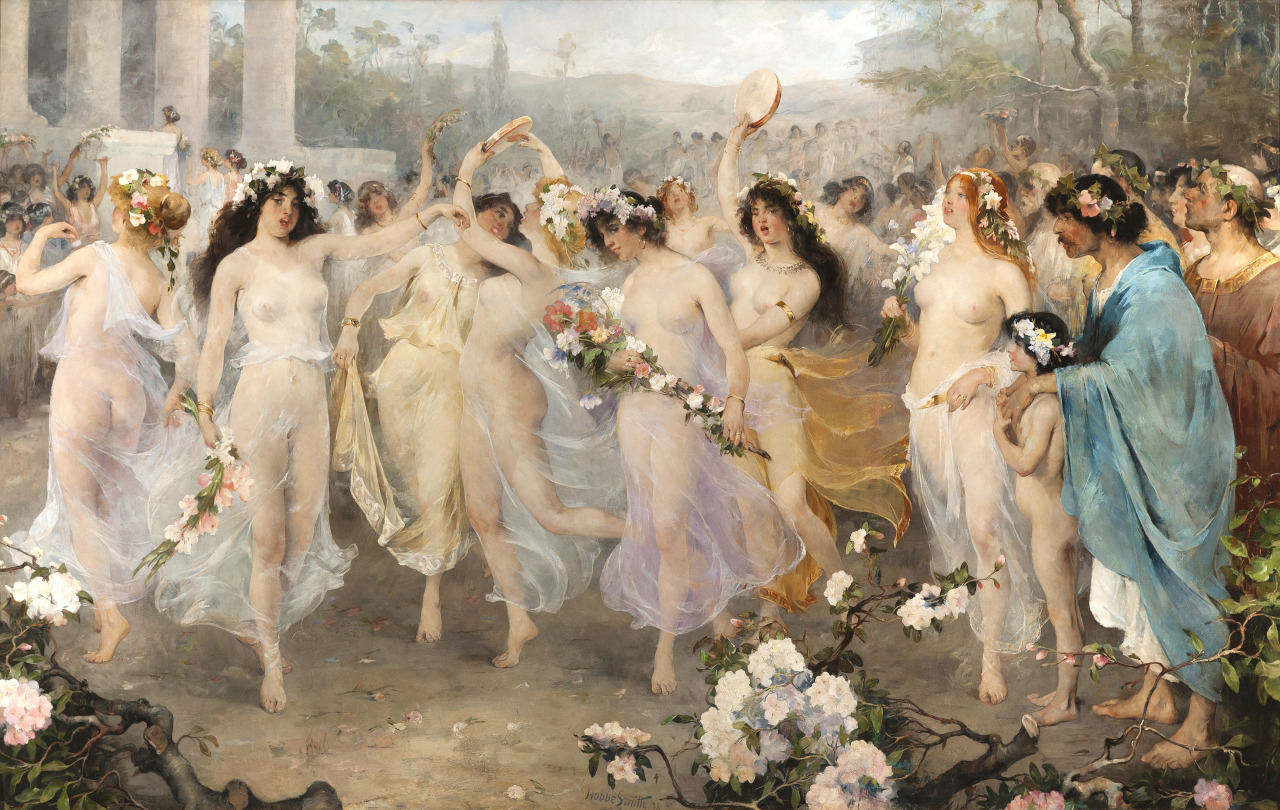
Floralia, huile sur toile de Hobbe Smith, 1898.

Les Jeux floraux (en latin : ludi florales), également appelés Floralies ou Floralia (en latin), étaient des fêtes célébrées dans la Rome antique en l'honneur de Flore, déesse des fleurs, des jardins et du printemps d’origine sabine. Le culte de celle-ci fut établi à Rome par Titus Tatius, roi légendaire de Cures Sabini, puis roi de Rome en même temps que Romulus.
Institués de façon annuelle en 173 av. J.-C. par les édiles curules, les Jeux floraux faisaient partie des plus anciens célébrés à Rome même. Ils se déroulaient du 27 avril au 2 mai. Ils furent introduits dans tout l'Empire au fur et à mesure des conquêtes romaines, et fort appréciés des peuples conquis en raison de leur caractère licencieux.

## Culte de Flore dans la Rome antique
Flore, la déesse des fleurs, adorée en Grèce sous le nom de Chloris, avait, dans la Rome naissante, des autels élevés dès l'époque de Romulus. Elle était l'épouse de Zéphyr (le vent de l'ouest) qui l'aima et la fit jouir d'un printemps éternel. Elle était toujours représentée la tête et les mains chargées de fleurs. Les Phocéens lui consacrèrent un temple à Massilia (Marseille). Son culte, établi chez les Sabins, fut introduit à Rome par le roi sabin Titus Tatius.
Elle avait déjà, du temps de Numa Pompilius, ses prêtres et ses sacrifices, mais les Romains ne commencèrent à célébrer les Jeux floraux (floralia) en son honneur que vers 240 av. J.-C., et pour des raisons politiques.

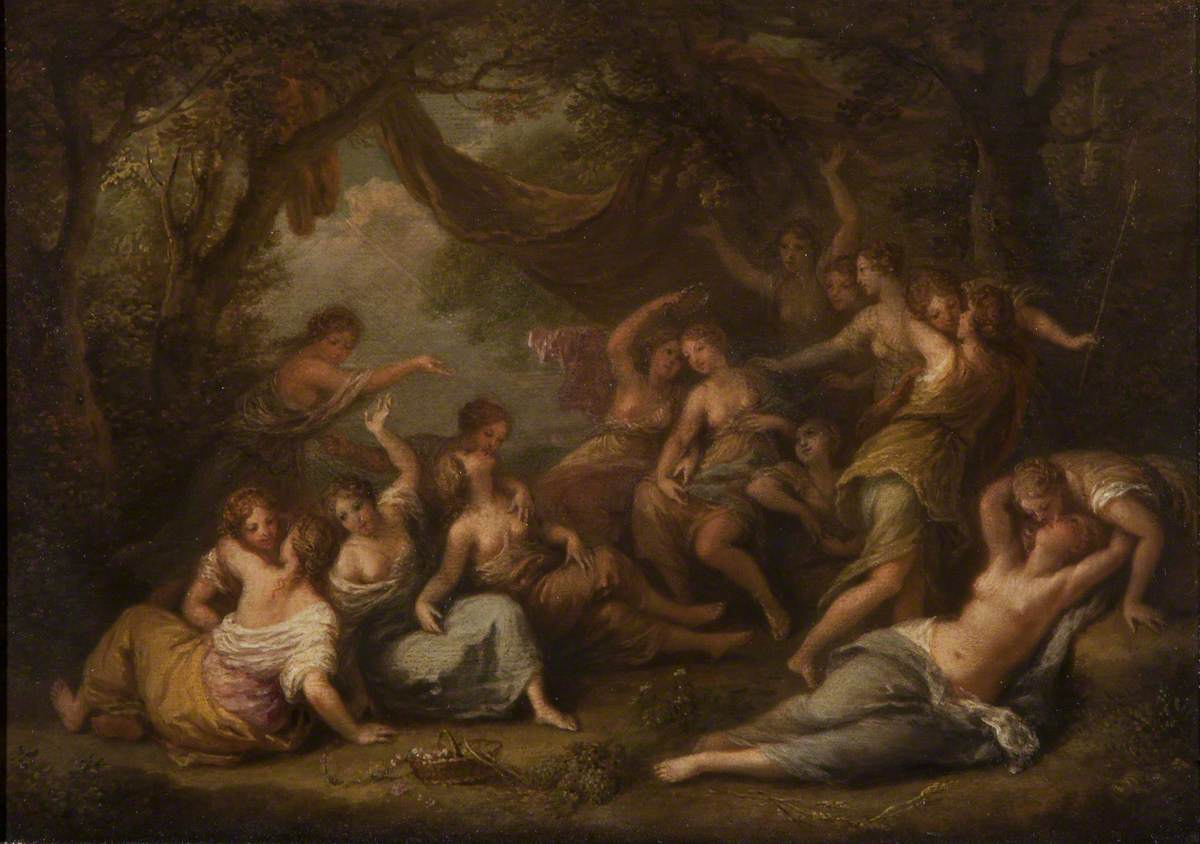
Festa Floralia, huile sur toile de Francesco Zuccarelli (avant 1789).

## Célébration des Jeux floraux
Les Romains célébraient les Jeux floraux à l'époque de la floraison à la fin du mois d'avril et au début de celui de mai. Ces fêtes, qui se célébraient durant cinq nuits consécutives, consistaient en chasses, danses et en représentations mimiques et dramatiques. Les chasses avaient lieu dans un cirque spécial, appelé cirque de Flore, situé hors de la ville, dans une petite vallée formée par le mont Viminal et le Pincio.
La danse romaine la plus remarquable fut peut-être celle que l'on institua en l'honneur de Flore. C'était à l'origine une danse simple et naïve, exprimant la joie que causait à la jeunesse le retour du printemps. Mais, le peuple ne put conserver longtemps dans ses plaisirs la modération qui en marque la sagesse. Bientôt la fête de Flore dégénéra en une licence effrénée ; des femmes parurent nues sur la scène du théâtre, et l'obscénité de leurs danses rendit ce spectacle révoltant. Caton, qui assista une fois aux jeux floraux que l'édile Metius faisait célébrer, ne crut pas qu'il convînt à la dignité de son caractère, et à la sévérité de ses mœurs, d'en soutenir le spectacle jusqu'à la fin[Interprétation personnelle ?].
Renouvelés vers 230 av. J.-C., ces jeux ne devinrent annuels qu'à partir de 173 av. J.-C..
Selon Lactance, le culte de la déesse Flore aurait pour origine un legs qui aurait été fait au peuple romain par une courtisane nommée Flora, à la condition qu'on célébrerait tous les ans une fête en son honneur. Ovide, dans ses Fastes (l. V. v. 326 et suiv.) a assimilé Flora à la nymphe grecque Chloris. Il explique également que la nymphe aurait donné une fleur à Junon, dont le simple contact l’aurait mise enceinte de Mars, d’où le fait, selon le poète, que les Romains aient choisi de donner ce nom à un mois du printemps. Cicéron met Flore au nombre des mères déesses.

## Jeux floraux dans laculture populaire

### Peinture
Comme dans les bacchanales, les artistes aimaient représenter ces fêtes. Citons : Andrea Locatelli, Hobbe Smith, Antonio María Reyna Manescau, Francesco Zuccarelli.